# 日本キリスト教文化協会
公益財団法人日本キリスト教文化協会（にほんキリストきょうぶんかきょうかい）は、教文館の株主団体である公益財団法人である。キリスト教思想の普及をはかり、キリスト教文化の向上に貢献することを目的に活動を行っている。

## 歴史
1926年（大正15年/昭和元年）、教文館と日本基督教興文協会が合体し、新たに「教文館」（英語名をChristian Literature Society of Japan）を創設した。1933年（昭和8年）に株式会社教文館としての法人格を取得する際に、教文館の株主団体の設立が要請された。そこで、日本キリスト教文化協会を設立することになった。創立当初、理事が24名で、半数は日本基督教連盟から選ばれ、残り半数はキリスト教ミッション連盟から選ばれた。
1949年（昭和24年）に政府の認可を受け、公益財団法人日本キリスト教文化協会になった。

## 活動
- キリスト教中央図書館の運営
- キリスト教功労者の表彰（1964年（昭和39年） - ）
- キリスト教の講演会の開催